# Мюлер (футболист)
Вижте пояснителната страница за други личности с името Мюлер.
Луис Антонио Кореа да Коста, по-известен с прякора си Мюлер е бразилски футболист. Една от легендите на Сао Пауло Футебол Клубе. Световен шампион през 1994 г. След края на кариерата си става ТВ коментатор. От 2006 г. е изпълнителен директор на ФК Санто Андре.